# Comuna de Zawadzkie
Zawadzkie (polaco: Gmina Zawadzkie) é uma gminy (comuna) na Polónia, na voivodia de Opole e no condado de Strzelecki. A sede do condado é a cidade de Zawadzkie.
De acordo com os censos de 2004, a comuna tem 13 036 habitantes, com uma densidade 158,5 hab/km².

## Área
Estende-se por uma área de 82,24 km², incluindo:
- área agricola: 29%
- área florestal: 62%

## Demografia
Dados de 30 de Junho 2004:
|                      | Total   | Total | Mulheres | Mulheres | Homens  | Homens |
| -------------------- | ------- | ----- | -------- | -------- | ------- | ------ |
|                      | pessoas | %     | pessoas  | %        | pessoas | %      |
| População            | 13 036  | 100   | 6616     | 50,8     | 6420    | 49,2   |
| Densidade (pop./km²) | 158,5   | 100   | 80,4     | 80,4     | 78,1    | 78,1   |

De acordo com dados de 2002, o rendimento médio per capita ascendia a 1009,06 zł.

## Comunas vizinhas
- Dobrodzień, Jemielnica, Kolonowskie, Krupski Młyn, Pawonków, Wielowieś